# Álom, álom, rémes álom
Az Álom, álom, rémes álom az Odaát című televíziós sorozat harmadik évadjának tizedik epizódja.

## Cselekmény
Míg Sam a pohár fenekére néz, a fivérek hírt kapnak, hogy Bobby barátjuk kórházba került, ugyanis rejtélyes módon kómába esett. Dean és Sam azonnal Pennsylvaniába utaznak, ahol Bobby orvosa közli a fiúkkal, nem tudják, mitől történhetett ez és hogyan lehet gyógyítani.
A testvérek valami rosszat sejtenek a háttérben, így körülnéznek Bobby motelszobájában, ahol a holmijai között kutatva megtudják, hogy férfi egy professzor halálának ügyében nyomozott, aki korábban alváshiányos embereken kísérletezett, ám végül ő maga is kómába esett és meghalt. Dean ügynöknek kiadva magát, átnézi a professzor irodáját is, majd találkozik az elhunyt férfi egyik kísérleti alanyával, Jeremy-vel is, aki megkínálja sörrel és elmeséli neki, hogy egykor ő sem tudott aludni, de a prof módszerei segítettek rajt.
Sam arra gyanakodik, hogy valaki egy bizonyos afrikai álomgyökeret használ, hogy bejusson az emberek álomvilágába és csapdába ejtse őket, így Deannel úgy döntenek, ennek segítségével ők is "meglátogatják" Bobby álmait, hogy így beszélni tudjanak vele. A fiúk felveszik a kapcsolatot Belával, aki ingyen megszerzi nekik a gyökeret, megjegyezve, hogy Bobby miatt teszi, aki évekkel ezelőtt megmentette az életét Flagstaffben.
Dean és Sam teába teszik a gyökeret Bobby egy hajtincsével együtt, majd miután megitták azt, barátjuk különösen tiszta házában ébrednek, átlépve ezzel az álomvilág határait. Mialatt körülnéznek, Samet az épületen kívül egy baseball-ütővel leüti az álomtanulmányból már korábban megismert Jeremy, Dean pedig találkozik Bobby-val, akit egy elmebetegnek tűnő nő üldöz egy késsel. A férfi elmondja, hogy az a nő a felesége, és azért üldözi, mert egykor megölte őt, mivel egy démon megszállta. Dean meggyőzi Bobby-t, hogy ez az egész csak egy álom, és hogy vegye irányítása alá, majd miután ez megtörtént mindannyian felébrednek.
Sam elmeséli, hogy Jeremy mit tett odabenn, Bobby pedig közli vele, hogy Jeremy-t kiskorában az apja baseball-ütővel püffölte, ami miatt a fiú egészen mostanáig nem tudott aludni, őt pedig úgy volt képes csapdába csalni, hogy sörrel kínálta meg, a nyál pedig felért egy hajszállal. Deannek eszébe jut, hogy Jeremy őt is megkínálta sörrel, amit persze ő nem utasított vissza...
A két fivér két napig le sem hunyja a szemét, nehogy Jeremy Deant is kómába ejtse, ám hiába keresik rosszakarójukat, nem találják. Végül Dean kénytelen elaludni, ám Sam is "utánamegy" az álomgyökér segítségével. Sam itt elkezdi üldözni a fák között botorkáló Jeremy-t, magára maradt bátyja pedig egy piknik közepette találkozik régi szerelmével, Lisával, majd egy sötét motelszobában találja magát. A fiú itt rábukkan saját rémálomszerű képére, aki provokálni kezdi apjával, öccsével és démoni alkujával, mire Dean nekiesik, majd egy shotgunnal lelövi. Ez idő alatt Samet ismét elfogja Jeremy, a fiúnak azonban sikerül megidézni annak legrettegettebb rémálmát; saját apját, aki ezután nekiesik fiának, a két fivér pedig az Impalában felébred.
A történtek után a fiúk elbeszélgetnek Bobby-val, aki megemlíti, hogy a lány állítása ellenére ő soha nem mentette meg Bela életét, csupán üzleteltek néha. Dean ezt különösnek találja, végül összeáll benn a kép; belenéz a széfbe és bosszúsan tapasztalja: a Colt eltűnt... Winchesterék megfogadják, hogy bármi áron, de visszaszerzik legféltettebb fegyverüket a tolvajtól, indulásuk előtt azonban még Sam megígéri testvérének, megtalálja a módját, hogy megmentse őt a Pokoltól...

## Természetfeletti lények

### Afrikai álomgyökér
Az afrikai álomgyökér az afrikai törzsek egyik gyógyítási eszköze, melyet az ottani sámánok azért használnak, hogy be lehessen jutni egyes emberek álomvilágába, gyógyítani azok álomtalanságát.

## Időpontok és helyszínek
- 2008. eleje – Pittsburgh, Pennsylvania

## Zenék
- The Doobie Brothers – Long Train Runnin'
- (Mama) Cass Elliot – Dream A Little Dream Of Me